# Pedro Alconero
Pedro Alconero Arzagoitia, (Baracaldo, País Vasco, España, 3 de septiembre de 1919-Sevilla, España, 20 de septiembre de 1963), futbolista internacional español. Jugador y capitán del potente Sevilla CF de la década de los años 1940 y principios de los 1950. Jugó de mediocampista.

## Biografía
Nacido en Baracaldo en 1919. Algunas fuentes citan entre sus primeros equipos el Lasesarre, un equipo de barrio de Baracaldo, y también citan su paso por el Guadix CF, equipo andaluz, en el que quizás pudo jugar desplazado a raíz de cumplir el servicio militar.El GUADIX era un equipo de barrio de Barakaldo, ya desaparecido que jugaba en el antiguo cementerio, tras la iglesia de San Vicente. Lasesarre era la campa donde se jugaban los partidos y dónde se construyó el campo de fútbol de ese nombre que utiliza el BARAKALDO CF. El equipo más cercano a dicha campa era el MURRIETA.
En cualquier caso Alconero aparece formando parte de la plantilla del Baracaldo CF (llamado Baracaldo-Oriamendi en aquella época) de los primeros años de la postguerra, equipo que se proclamó subcampeón de Vizcaya en las postrimerías de la guerra civil española, que alcanzó las semifinales de la Copa de 1939 y que en 1939 quedó encuadrado en la Segunda división española. Alconero jugó las temporadas 1939-40 y 1940-41, con el Baracaldo CF en la Segunda división española. A pesar de la pobre actuación de su equipo, el Baracaldo salvó in extremis en 1941 la categoría venciendo en la promoción de descenso al Racing de Sama, el joven Alconero se convirtió en una de las sensaciones de la categoría. Pretendido por varios grandes de la Primera división española, se llevó finalmente el gato al agua el Sevilla CF que le convirtió en jugador suyo a cambio de 60.000 pesetas.
Alconero militó durante 11 temporadas en el equipo hispalense coincidiendo su estancia en Sevilla con la primera edad de oro de la historia del club. Desde 1941 hasta 1950 fue titular indiscutible del mediocampo sevillista. En 9 temporadas solo se perdió 3 partidos de Liga, lo que da idea de su tremenda regularidad. En sus últimas 2 temporadas siguió jugando habitualmente y se retiró del fútbol antes de cumplir los 33 años de edad al finalizar la temporada 1951-52.
El medio volante vasco jugó 272 partidos y marcó 6 goles en la Primera división española para el Sevilla FC. En el momento de su retirada ostentaba el récord de ser el jugador sevillista que más partidos había jugado en la Primera división. Aunque en la actualidad ha sido superado por otros jugadores, su nombre sigue estando entre los 10 jugadores sevillistas con más partidos de Liga. Fue también capitán del equipo en sus últimas temporadas.
Fueron los años dorados del club sevillista. Alconero se proclamó campeón de Liga la temporada 1945/46 y subcampeón en otras dos ocasiones, las temporadas 1942/43 y 1950/51. Además el Sevilla obtuvo el título de la Copa del Generalísimo en 1948 venciendo al Celta de Vigo en la final por 4-1. Alconero tuvo una participación decisiva en todos los éxitos del club sevillano en estos años.
Tras su retirada siguió residiendo en Sevilla y pasó a entrenar a los equipos juveniles del Sevilla FC. En 1958 enfermó y pasó a formar parte de la plantilla administrativa del Sevilla FC. Falleció cinco años más tarde, en 1963, víctima de la grave enfermedad que le aquejaba.

## Selección nacional
Fue internacional con la Selección nacional de fútbol de España en 4 ocasiones.
Debutó en Madrid el 21 de marzo de 1948 en el España 2-0 Portugal. Jugó su último partido como internacional en 1949.

## Clubes
| Club         | País   | Año       |
| ------------ | ------ | --------- |
| Lasesarre    | España |           |
| Guadix CF    | España |           |
| Baracaldo CF | España | 1939-1941 |
| Sevilla CF   | España | 1941-1952 |

## Palmarés

### Campeonatos nacionales
| Título       | Club       | País   | Año  |
| ------------ | ---------- | ------ | ---- |
| Liga         | Sevilla CF | España | 1946 |
| Copa del Rey | Sevilla CF | España | 1948 |